# Myliobatis hamlyni
The purple eagle ray (Myliobatis hamlyni) là một loài cá thuộc họ Myliobatidae. Nó là loài đặc hữu của Úc. Môi trường sống tự nhiên của chúng là open seas.

## Hình ảnh

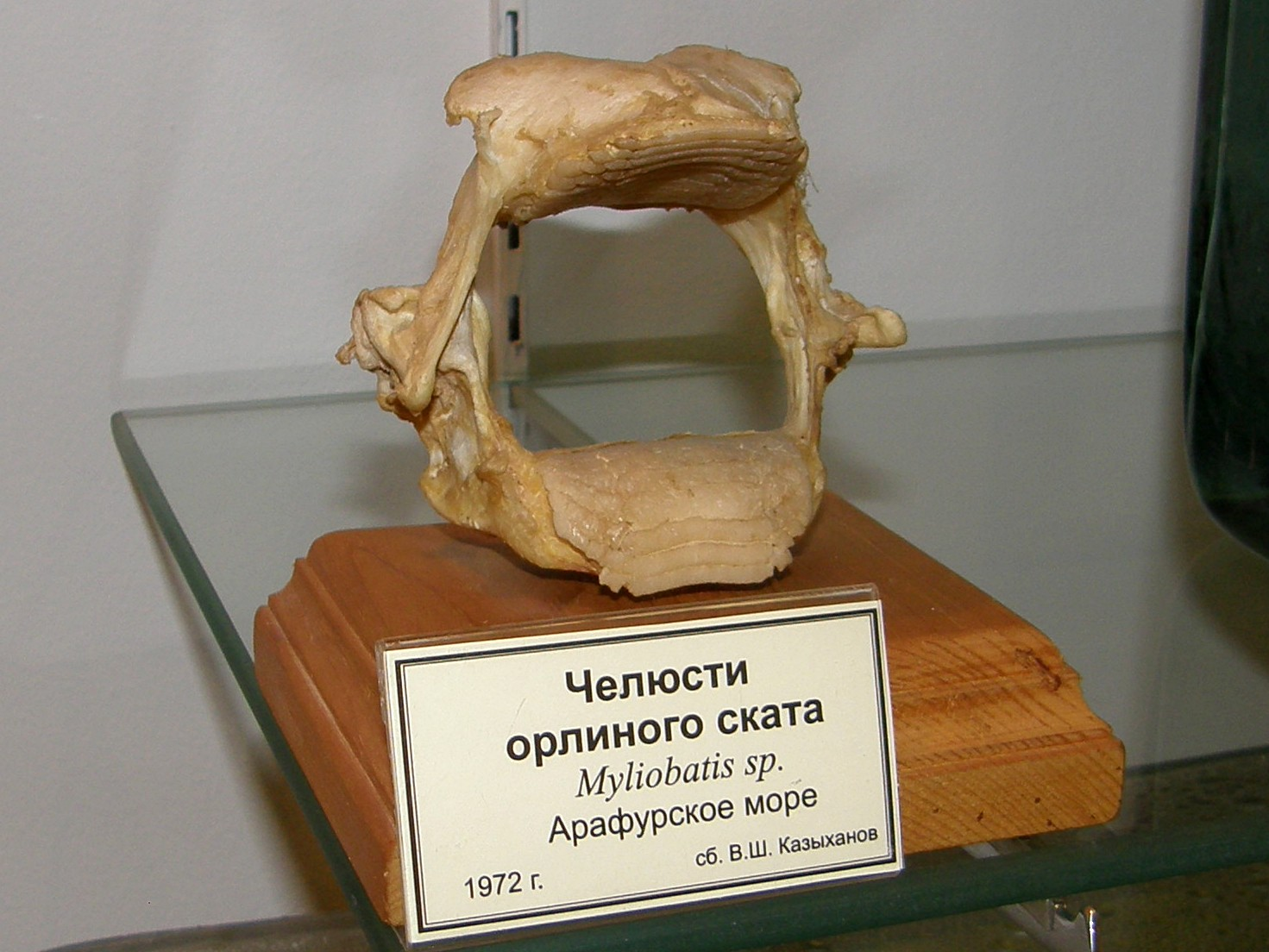
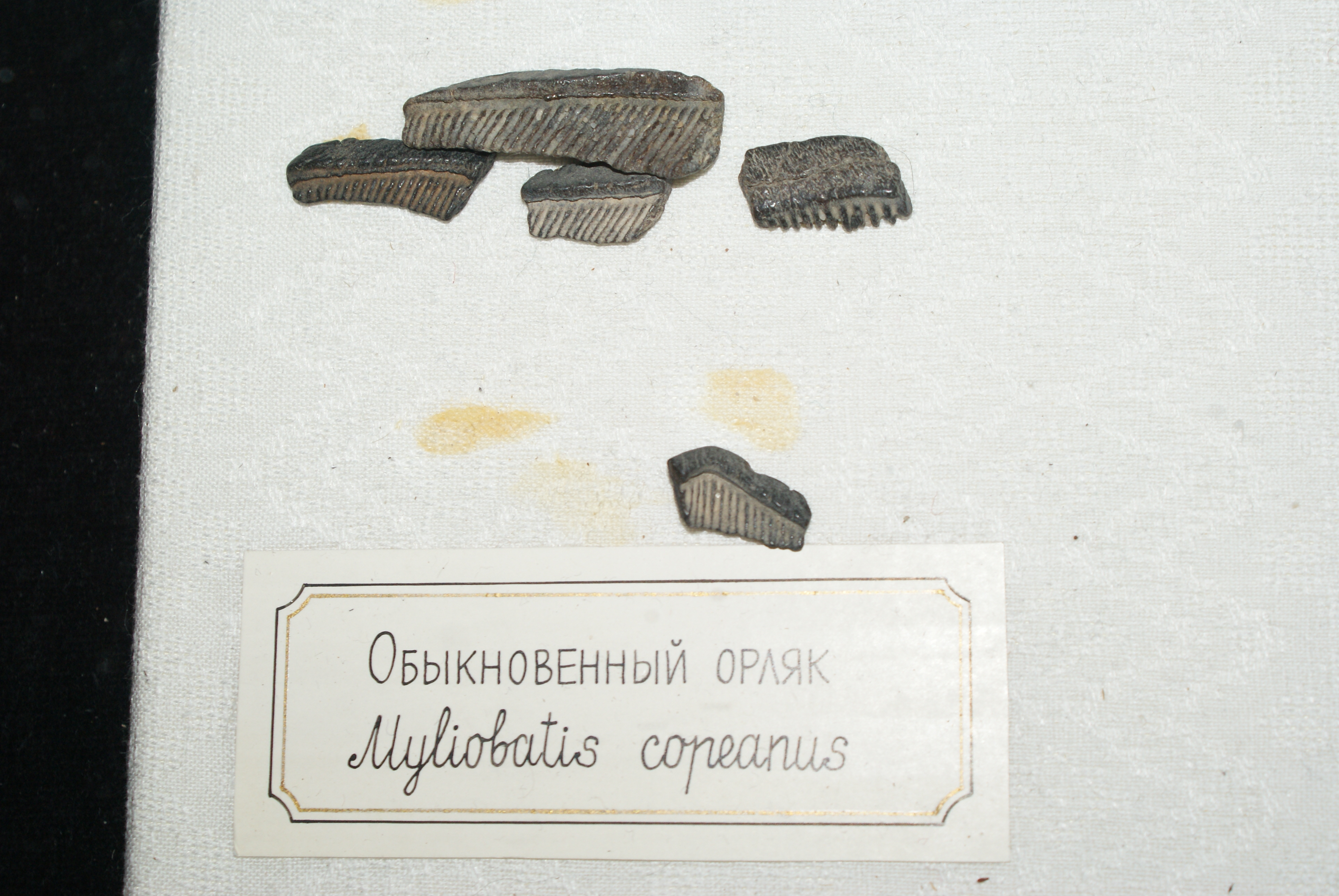
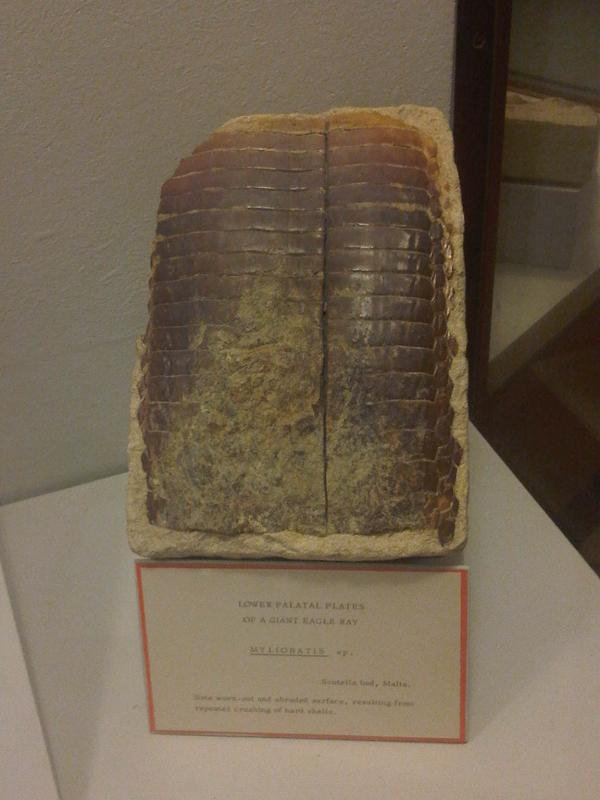